# International Federation of Football History & Statistics
Die International Federation of Football History & Statistics (IFFHS) ist eine internationale Vereinigung von Fußballstatistikern. Der Sitz befindet sich in Zürich in der Schweiz. Bekannt ist die IFFHS für ihre zahlreichen Buchveröffentlichungen zur Geschichte des Fußballs und für ihre durchgeführten Wahlen, wovon insbesondere die Auszeichnungen für den Welttorhüter und den Weltschiedsrichter größere Verbreitung in den Medien erfahren. Laut eigenen Angaben hat die Organisation rund 200 Mitglieder in 120 Ländern.

## Ziele und Tätigkeiten
Ziel ist eine umfassende Dokumentation der Sportart Fußball. Zu diesem Zweck führt die Vereinigung Statistiken über Länderspiele, olympische Fußballturniere, kontinentale Wettbewerbe, nationale Meisterschaften und Pokalwettbewerbe, erstellt regelmäßig eine Klub-Weltrangliste und sammelt skurrile Fakten, die sie auch im Internet veröffentlicht. Ferner führt die IFFHS jährlich zahlreiche Wahlen unter anderem zum Welttorhüter, zum Welttorjäger oder zum Weltschiedsrichter durch.
In der Vergangenheit gab die Organisation mehrere Fußball-Zeitschriften heraus. Ferner erschienen Bücher zu A-Länderspielen, den olympischen Fußballturnieren, zu den Fußball-Europapokal-Wettbewerben sowie zu den eigenen Wahlen und Veranstaltungen. Sowohl die Veröffentlichung der Zeitschriften als auch die als Serien geplanten Buchausgaben sind Anfang der 2000er Jahre eingestellt worden. Fortan konzentrierte man sich ausschließlich auf die Veröffentlichung im Internet.

## Geschichte

Logo bis Mitte 2013

Die Vereinigung wurde am 27. März 1984 in Leipzig von ihrem langjährigen ersten Präsidenten Alfredo Pöge gegründet. Im Juni 1985 verließ Pöge mit seiner Familie die DDR – laut eigener Aussage wurde er dazu gedrängt – und ließ sich in Wiesbaden nieder. Später verlegte Pöge seinen Wohnsitz und damit auch den Hauptsitz der IFFHS nach Bonn.
Von 1987 bis 2002 gab die Organisation die Fußball-Weltzeitschrift und eine weitere Zeitschrift, den Libero heraus, von dem es zeitweise die Varianten spezial deutsch und international gab. In den 1980er und 1990er Jahren gab die IFFHS auch etliche Bücher und andere Print-Publikationen mit statistischen Auswertungen aus der Historie des Fußballs heraus, die später aufgrund von finanziellen Schwierigkeiten eingestellt wurden.
Zu Beginn der Vergabe der Ehrungen Ende der 1980er Jahre sorgten diese noch für ein großes Medienecho. Der Sportartikelhersteller Uhlsport sponserte die Welttorhüterwahl und eine hessische Hotelkette übernahm die Reisekosten der Stars zu der von der IFFHS ausgerichteten jährlichen World Football Gala in Fulda. Bei der damals noch durchgeführten IFFHS-Wahl zum Weltfußballer – die 1988 und 1989 Marco van Basten und 1990 Lothar Matthäus gewann – stieg Adidas als Sponsor ein, bis 1991 die FIFA eine eigene Weltfußballerwahl startete und die IFFHS ihre einstellte. Lange Zeit wurden die Ergebnisse der IFFHS-Wahlen in vielen Medien verbreitet und die Preisübergabe mit Live-Übertragungen auf den TV-Kanälen RTLplus, DSF oder dem italienischen Sender RAI begleitet. Noch im März 2006 übergab Pöge live im Aktuellen Sportstudio im ZDF die IFFHS-Auszeichnungen an José Mourinho, Petr Čech und Markus Merk.
Nachdem sich bei einem Gerichtsverfahren im Jahr 2006 herausstellte, dass die IFFHS als Personenvereinigung nirgendwo offiziell registriert sei und die Zweifel an der Seriosität der IFFHS lauter wurden (siehe auch Abschnitt „Kritik“), rückte die IFFHS mehr und mehr in eine Nische. Die Deutsche Presse-Agentur stellte die Vermeldung der IFFHS-Statistiken und -Auszeichnungen ein und die letzten Sponsoren sprangen ab. 2008 fand die letzte World Football Gala statt, seitdem vermeldet die IFFHS ihre Wahlergebnisse nur noch über ihre eigene Homepage.
Geführt wird die Organisation von einem Exekutivkomitee, bestehend aus dem Präsidenten, drei Stellvertretern und weiteren Mitgliedern. Nach dem Tod von Alfredo Pöge am 26. März 2013 übernahm zunächst der langjährige IFFHS-Vizepräsident Robert Ley aus Frankreich die Interimspräsidentschaft. Im März 2014 wurde nunmehr für zunächst fünf Jahre von den Mitgliedern des Exekutivkomitees Saleh Salem Bahwini aus Saudi-Arabien zum neuen Präsidenten gewählt. Im April 2019 wurde er wiedergewählt. In seiner ersten Amtszeit wurde der Hauptsitz der Organisation von Lausanne nach Kloten verlegt, zudem wurde mit den Schweizer Behörden der Rechtsstatus der Organisation geklärt. Mitglieder wurden bisher auf Vorschlag anderer Mitglieder aus einem Kandidatenpool ernannt.

## Ehrungen

### Weltbester Spieler
Der Titel The World’s Best Player (IFFHS-Weltfußballer) wurde bereits 1988 bis 1990 verliehen, dann aber aufgrund der Einführung der offiziellen Wahl zum FIFA-Weltfußballer des Jahres eingestellt. 2020 wurde die Wahl wieder eingeführt.
| Jahr      | Spieler            | Klub(s)             |
| --------- | ------------------ | ------------------- |
| 1988      | Marco van Basten   | AC Mailand          |
| 1989      | Marco van Basten   | AC Mailand          |
| 1990      | Lothar Matthäus    | Inter Mailand       |
| 1991–2019 | Nicht vergeben     | Nicht vergeben      |
| 2020      | Robert Lewandowski | FC Bayern München   |
| 2021      | Robert Lewandowski | FC Bayern München   |
| 2022      | Lionel Messi       | Paris Saint-Germain |
| 2023      | Erling Haaland     | Manchester City     |
| 2024      | Rodri              | Manchester City     |

| Jahr      | Spielerin       | Klub(s)                  |
| --------- | --------------- | ------------------------ |
| 1988–2019 | Nicht vergeben  | Nicht vergeben           |
| 2020      | Pernille Harder | VfL Wolfsburg FC Chelsea |
| 2021      | Alexia Putellas | FC Barcelona             |
| 2022      | Alexia Putellas | FC Barcelona             |
| 2023      | Aitana Bonmatí  | FC Barcelona             |
| 2024      | Aitana Bonmatí  | FC Barcelona             |

### Welt-Torhüter
Der Titel „Welt-Torhüter“ (The World’s Best Goalkeeper) wird seit 1987 jährlich an Fußballtorhüter vergeben. An der Wahl des Siegers nehmen laut IFFHS ausgewählte Fachredaktionen und Experten aus 70 Ländern aller Fußball-Kontinente teil. Seit 2012 wird auch die „Welt-Torhüterin“ ausgezeichnet.

### Welt-Schiedsrichter
Der Titel „Welt-Schiedsrichter“ (The World’s Best Referee) wird ebenfalls seit 1987 jährlich an Fußballschiedsrichter vergeben. An der Wahl des Siegers nehmen laut IFFHS ausgewählte Fachredaktionen und Experten aus 70 Ländern aller „Fußball-Kontinente“ teil. Seit 2012 wird auch die „Welt-Schiedsrichterin“ ausgezeichnet.

#### Männer – Sieger
| Jahr | Schiedsrichter       |
| ---- | -------------------- |
| 1987 | Romualdo Arppi Filho |
| 1988 | Michel Vautrot       |
| 1989 | Michel Vautrot       |
| 1990 | José Roberto Wright  |
| 1991 | Peter Mikkelsen      |
| 1992 | Aron Schmidhuber     |
| 1993 | Peter Mikkelsen      |
| 1994 | Sándor Puhl          |
| 1995 | Sándor Puhl          |
| 1996 | Sándor Puhl          |

| Jahr | Schiedsrichter    |
| ---- | ----------------- |
| 1997 | Sándor Puhl       |
| 1998 | Pierluigi Collina |
| 1999 | Pierluigi Collina |
| 2000 | Pierluigi Collina |
| 2001 | Pierluigi Collina |
| 2002 | Pierluigi Collina |
| 2003 | Pierluigi Collina |
| 2004 | Markus Merk       |
| 2005 | Markus Merk       |
| 2006 | Horacio Elizondo  |

| Jahr | Schiedsrichter   |
| ---- | ---------------- |
| 2007 | Markus Merk      |
| 2008 | Roberto Rosetti  |
| 2009 | Massimo Busacca  |
| 2010 | Howard Webb      |
| 2011 | Viktor Kassai    |
| 2012 | Pedro Proença    |
| 2013 | Howard Webb      |
| 2014 | Nicola Rizzoli   |
| 2015 | Nicola Rizzoli   |
| 2016 | Mark Clattenburg |

| Jahr | Schiedsrichter    |
| ---- | ----------------- |
| 2017 | Felix Brych       |
| 2018 | Néstor Pitana     |
| 2019 | Damir Skomina     |
| 2020 | Daniele Orsato    |
| 2021 | Felix Brych       |
| 2022 | Szymon Marciniak  |
| 2023 | Szymon Marciniak  |
| 2024 | François Letexier |

#### Frauen – Siegerinnen
| Jahr | Schiedsrichterin   |
| ---- | ------------------ |
| 2012 | Jenny Palmqvist    |
| 2013 | Bibiana Steinhaus  |
| 2014 | Bibiana Steinhaus  |
| 2015 | Kateryna Monsul    |
| 2016 | Katalin Kulcsár    |
| 2017 | Bibiana Steinhaus  |
| 2018 | Bibiana Steinhaus  |
| 2019 | Stéphanie Frappart |
| 2020 | Stéphanie Frappart |
| 2021 | Stéphanie Frappart |

| Jahr | Schiedsrichter     |
| ---- | ------------------ |
| 2022 | Stéphanie Frappart |
| 2023 | Stéphanie Frappart |
| 2024 | Rebecca Welch      |

### Welt-Torjäger
Der Titel „Welt-Torjäger“ (The World’s Best Top Goal Scorer) wird seit 1991 jährlich an Fußballspieler vergeben. Bei der Ermittlung des Siegers werden dabei von der IFFHS all jene Tore berücksichtigt, welche innerhalb eines Kalenderjahres bei folgenden internationalen Spielen erzielt wurden:
- A-Länderspiele (Zur Trennung zwischen olympischen und A-Länderspielen siehe FIFA-Regelung zu Länderspielen)
- Länderspiele im Rahmen des olympischen Fußballturniers,
- Spiele bei der FIFA-Klub-Weltmeisterschaft,
- Spiele im Rahmen der (inter-)kontinentalen Klubwettbewerbe der sechs kontinentalen Konföderationen, einschließlich Supercups (AFC – Asien, CAF – Afrika, CONMEBOL – Südamerika, CONCACAF – Nordamerika, OFC – Ozeanien und UEFA – Europa).

Für den Fall, dass zwei oder mehrere Spieler gleich viele Tore erzielt haben, entscheidet die Zahl der in A-Länderspielen erzielten Tore über die Rangfolge. Diese Regelung kam bisher fünfmal zum Tragen.
Seit 1997 gibt es die zusätzliche Auszeichnung zum weltbesten Erstligatorschützen (The World’s Best Top Division Goal Scorer), bei dem die Anzahl der Tore in der jeweiligen nationalen Liga ausschlaggebend ist. Dabei werden nur die 100 besten nationalen Ligen berücksichtigt. Von 1997 bis 2004 gab es zusätzlich die Auszeichnung zum effektivsten Torschützen (World's Most Effective Top Division Goal Scorer of the Year). 2020 wurde eine Auszeichnung zum insgesamt besten Torschützen (The World's Best Top Goal Scorer) eingeführt, die alle Tore des Kalenderjahrs berücksichtigt.

#### International – Sieger
| Jahr                       | Spieler                | Klub(s)                                  | Tore | davon Ländersp./Klubsp. |
| -------------------------- | ---------------------- | ---------------------------------------- | ---- | ----------------------- |
| 1991                       | Jean-Pierre Papin      | Olympique Marseille                      | 16   | 07/09                   |
| 1992                       | Dennis Bergkamp 1      | Ajax Amsterdam                           | 12   | 07/05                   |
| 1993                       | Said al-Uwairan        | Al-Shabab                                | 18   | 15/03                   |
| 1994                       | Christo Stoitschkow    | FC Barcelona                             | 17   | 09/08                   |
| 1995                       | Jürgen Klinsmann       | Tottenham Hotspur / Bayern München       | 17   | 06/11                   |
| 1996                       | Ali Daei               | Persepolis Teheran / al-Sadd Sports Club | 22   | 22/0                    |
| 1997                       | Ronaldo                | FC Barcelona / Inter Mailand             | 22   | 17/05                   |
| 1998                       | Jassem Al-Houwaidi     | Al Salmiya Club                          | 20   | 20/0                    |
| 1999                       | Raúl                   | Real Madrid                              | 14   | 10/04                   |
| 2000                       | Rivaldo 2              | FC Barcelona                             | 21   | 08/13                   |
| 2001                       | Hani Al Dhabit         | Dhofar Club                              | 22   | 22/0                    |
| 2002                       | Ruud van Nistelrooy    | Manchester United                        | 14   | 01/13                   |
| 2003                       | Thierry Henry 3        | FC Arsenal                               | 15   | 11/04                   |
| 2004                       | Ali Daei               | Persepolis Teheran / Saba Qom            | 17   | 17/0                    |
| 2005                       | Adriano                | Inter Mailand                            | 18   | 10/08                   |
| 2006                       | Humberto Suazo         | CSD Colo Colo Santiago                   | 17   | 04/13                   |
| 2007                       | Trésor Mputu Mabi      | Tout Puissant Mazembe                    | 20   | 01/19                   |
| 2008                       | Leandson Dias da Silva | Muharraq Club                            | 19   | 00/19                   |
| 2009                       | Shinji Okazaki 4       | Shimizu S-Pulse                          | 15   | 15/0                    |
| 2010                       | Bader al-Mutawa 5      | Al Qadsia Kuwait                         | 17   | 10/07                   |
| 2011                       | Lionel Messi           | FC Barcelona                             | 19   | 04/15                   |
| 2012                       | Lionel Messi           | FC Barcelona                             | 25   | 12/13                   |
| 2013                       | Cristiano Ronaldo      | Real Madrid                              | 25   | 09/16                   |
| 2014                       | Cristiano Ronaldo      | Real Madrid                              | 20   | 05/15                   |
| 2015                       | Robert Lewandowski     | FC Bayern München                        | 22   | 11/11                   |
| 2016                       | Cristiano Ronaldo      | Real Madrid                              | 24   | 13/11                   |
| 2017                       | Cristiano Ronaldo      | Real Madrid                              | 32   | 11/21                   |
| 2018                       | Baghdad Bounedjah      | al-Sadd Sports Club                      | 20   | 07/13                   |
| 2019                       | Cristiano Ronaldo      | Juventus Turin                           | 21   | 14/07                   |
| 2020                       | Romelu Lukaku          | Inter Mailand                            | 16   | 05/11                   |
| 2021                       | Robert Lewandowski     | FC Bayern München                        | 24   | 11/13                   |
| 2022                       | Lionel Messi           | Paris Saint-Germain                      | 22   | 04/18                   |
| 2023                       | Romelu Lukaku          | Inter Mailand / AS Rom                   | 22   | 07/15                   |
| 2024                       | Soufiane Rahimi        | al Ain Club                              | 20   | 04/16                   |
| Höchstmarke / Minimalmarke |                        |                                          |      |                         |

#### Nationale Liga – Sieger
| Jahr                       | Spieler               | Klub(s)                             | Tore |
| -------------------------- | --------------------- | ----------------------------------- | ---- |
| 1997                       | Hakan Şükür           | Galatasaray Istanbul                | 38   |
| 1998                       | Iván Kaviedes         | Club Sport Emelec                   | 43   |
| 1999                       | Mário Jardel          | FC Porto                            | 36   |
| 2000                       | Mário Jardel          | FC Porto                            | 38   |
| 2001                       | José Alfredo Castillo | Oriente Petrolero                   | 42   |
| 2002                       | Joaquín Botero        | Club Bolívar                        | 49   |
| 2003                       | José Cardozo          | Deportivo Toluca                    | 58   |
| 2004                       | Patricio Galaz        | CD Cobreloa                         | 42   |
| 2005                       | Araújo                | Gamba Osaka                         | 33   |
| 2006                       | Klaas-Jan Huntelaar   | Ajax Amsterdam                      | 35   |
| 2007                       | Afonso Alves          | SC Heerenveen                       | 34   |
| 2008                       | Lucas Barrios         | CSD Colo-Colo                       | 37   |
| 2009                       | Marc Janko            | FC Red Bull Salzburg                | 39   |
| 2010                       | Luis Suárez           | Ajax Amsterdam                      | 35   |
| 2011                       | Aleksandrs Čekulajevs | JK Trans Narva                      | 46   |
| 2012                       | Lionel Messi          | FC Barcelona                        | 50   |
| 2013                       | Lionel Messi          | FC Barcelona                        | 46   |
| 2014                       | Cristiano Ronaldo     | Real Madrid                         | 31   |
| 2014                       | Luis Suárez           | FC Liverpool                        | 31   |
| 2015                       | Cristiano Ronaldo     | Real Madrid                         | 48   |
| 2016                       | Luis Suárez           | FC Barcelona                        | 40   |
| 2017                       | Lionel Messi          | FC Barcelona                        | 37   |
| 2018                       | Jonas                 | Benfica Lissabon                    | 34   |
| 2018                       | Lionel Messi          | FC Barcelona                        | 34   |
| 2019                       | Baghdad Bounedjah     | al-Sadd Sports Club                 | 39   |
| 2020                       | Cristiano Ronaldo     | Juventus Turin                      | 33   |
| 2021                       | Robert Lewandowski    | FC Bayern München                   | 43   |
| 2022                       | Germán Cano           | Fluminense Rio de Janeiro           | 35   |
| 2023                       | Harry Kane            | Tottenham Hotspur FC Bayern München | 38   |
| 2024                       | Viktor Gyökeres       | Sporting Lissabon                   | 36   |
| Höchstmarke / Minimalmarke |                       |                                     |      |

#### Gesamt – Sieger
| Jahr | Spieler            | Klub(s)             | Tore |
| ---- | ------------------ | ------------------- | ---- |
| 2020 | Robert Lewandowski | FC Bayern München   | 47   |
| 2021 | Robert Lewandowski | FC Bayern München   | 69   |
| 2022 | Kylian Mbappé      | Paris Saint-Germain | 56   |
| 2023 | Cristiano Ronaldo  | al-Nassr FC         | 54   |
| 2024 | Viktor Gyökeres    | Sporting Lissabon   | 62   |

### Klub-Weltrangliste
Seit 1991 führt die IFFHS eine monatlich aktualisierte Klub-Weltrangliste (Club World Ranking), aus der jährlich der beste Verein des abgelaufenen Kalenderjahres gekürt wird (The World’s Club Team of the Year). In die Wertung gehen die Ergebnisse aller offiziellen nationalen und internationalen Wettbewerbe ein. Seit 2012 wird auch der beste Verein im Frauenfußball ausgezeichnet.
2009 wurden für jeden Kontinent die besten Vereine des 20. Jahrhunderts benannt (Best Continental Clubs of the 20th Century). Diese waren Real Madrid (Europa), Peñarol Montevideo (Südamerika), Asante Kotoko SC (Afrika), al-Hilal (Asien), CD Saprissa (Nord-/Mittelamerika) und South Melbourne FC (Ozeanien). 2012 wurde der FC Barcelona als Bester Klub des Jahrzehnts (2001–2010) (World's Club Team of the Decade) gekürt.

#### Männer – Sieger
| Jahr | Klub                |
| ---- | ------------------- |
| 1991 | AS Rom              |
| 1992 | Ajax Amsterdam      |
| 1993 | Juventus Turin      |
| 1994 | Paris Saint-Germain |
| 1995 | AC Mailand          |
| 1996 | Juventus Turin      |
| 1997 | FC Barcelona        |
| 1998 | Inter Mailand       |
| 1999 | Manchester United   |
| 2000 | Real Madrid         |

| Jahr | Klub              |
| ---- | ----------------- |
| 2001 | FC Liverpool      |
| 2002 | Real Madrid       |
| 2003 | AC Mailand        |
| 2004 | FC Valencia       |
| 2005 | FC Liverpool      |
| 2006 | FC Sevilla        |
| 2007 | FC Sevilla        |
| 2008 | Manchester United |
| 2009 | FC Barcelona      |
| 2010 | Inter Mailand     |

| Jahr | Klub              |
| ---- | ----------------- |
| 2011 | FC Barcelona      |
| 2012 | FC Barcelona      |
| 2013 | FC Bayern München |
| 2014 | Real Madrid       |
| 2015 | FC Barcelona      |
| 2016 | Atlético Nacional |
| 2017 | Real Madrid       |
| 2018 | Atlético Madrid   |
| 2019 | FC Liverpool      |
| 2020 | FC Bayern München |

| Jahr | Klub                    |
| ---- | ----------------------- |
| 2021 | Palmeiras São Paulo     |
| 2022 | Flamengo Rio de Janeiro |
| 2023 | Manchester City         |
| 2024 | Real Madrid             |

#### Frauen – Siegerinnen
| Jahr | Klub           |
| ---- | -------------- |
| 2012 | Olympique Lyon |
| 2013 | VfL Wolfsburg  |
| 2014 | VfL Wolfsburg  |
| 2015 | Olympique Lyon |
| 2016 | Olympique Lyon |
| 2017 | Olympique Lyon |
| 2018 | Olympique Lyon |
| 2019 | Olympique Lyon |
| 2020 | Olympique Lyon |
| 2021 | FC Barcelona   |

| Jahr | Klub         |
| ---- | ------------ |
| 2022 | FC Barcelona |
| 2023 | FC Barcelona |
| 2024 | FC Barcelona |

### Stärkste nationale Liga
Ebenfalls seit 1991 kürt die IFFHS jährlich die stärkste nationale Liga der Welt (The Strongest National League of the World) im abgelaufenen Kalenderjahr. In die Wertung gehen die Ergebnisse aller Vereine in den offiziellen nationalen und internationalen Wettbewerben ein. Seit 2020 wird auch die beste Liga im Frauenfußball gekürt.

#### Männer
| Jahr | Liga             |
| ---- | ---------------- |
| 1991 | Serie A          |
| 1992 | Serie A          |
| 1993 | Serie A          |
| 1994 | Serie A          |
| 1995 | Serie A          |
| 1996 | Serie A          |
| 1997 | Bundesliga       |
| 1998 | Serie A          |
| 1999 | Serie A          |
| 2000 | Primera División |

| Jahr | Liga             |
| ---- | ---------------- |
| 2001 | Primera División |
| 2002 | Primera División |
| 2003 | Serie A          |
| 2004 | Primera División |
| 2005 | Premier League   |
| 2006 | Serie A          |
| 2007 | Premier League   |
| 2008 | Premier League   |
| 2009 | Premier League   |
| 2010 | Primera División |

| Jahr | Liga             |
| ---- | ---------------- |
| 2011 | Primera División |
| 2012 | Primera División |
| 2013 | Primera División |
| 2014 | Primera División |
| 2015 | Primera División |
| 2016 | Primera División |
| 2017 | Primera División |
| 2018 | Primera División |
| 2019 | Premier League   |
| 2020 | Serie A          |

| Jahr | Liga                   |
| ---- | ---------------------- |
| 2021 | Campeonato Brasileirão |
| 2022 | Campeonato Brasileirão |
| 2023 | Serie A                |
| 2024 | Serie A                |

#### Frauen
| Jahr | Liga                    |
| ---- | ----------------------- |
| 2020 | FA Women’s Super League |
| 2021 | Division 1 Féminine     |
| 2022 | Primera División        |
| 2023 | Primera División        |

### Welt-Trainer
Der Titel „Welt-Klubtrainer“ (The World’s Best Club Coach) wird seit 1996 jährlich an Trainer von Klubmannschaften vergeben. Ebenfalls seit 1996 wird der Titel „Welt-Nationaltrainer“ (The World’s Best National Coach) jährlich an Trainer von Nationalmannschaften vergeben. An der Wahl des Siegers nehmen laut IFFHS ausgewählte Fachredaktionen und Experten aus allen Fußball-Kontinenten teil. Seit 2020 werden auch die besten Trainer und Trainerinnen im Frauenfußball ausgezeichnet.

#### Männer – Sieger
| Jahr | Klubtrainer         | Klub(s)                     |
| ---- | ------------------- | --------------------------- |
| 1996 | Marcello Lippi (1)  | Juventus Turin              |
| 1997 | Ottmar Hitzfeld (1) | Borussia Dortmund           |
| 1998 | Marcello Lippi (2)  | Juventus Turin              |
| 1999 | Alex Ferguson (1)   | Manchester United           |
| 2000 | Carlos Bianchi (1)  | Boca Juniors                |
| 2001 | Ottmar Hitzfeld (2) | FC Bayern München           |
| 2002 | Vicente del Bosque  | Real Madrid                 |
| 2003 | Carlos Bianchi (2)  | Boca Juniors                |
| 2004 | José Mourinho (1)   | FC Porto / FC Chelsea       |
| 2005 | José Mourinho (2)   | FC Chelsea                  |
| 2006 | Frank Rijkaard      | FC Barcelona                |
| 2007 | Carlo Ancelotti (1) | AC Mailand                  |
| 2008 | Alex Ferguson (2)   | Manchester United           |
| 2009 | Pep Guardiola (1)   | FC Barcelona                |
| 2010 | José Mourinho (3)   | Inter Mailand / Real Madrid |
| 2011 | Pep Guardiola (2)   | FC Barcelona                |
| 2012 | José Mourinho (4)   | Real Madrid                 |
| 2013 | Jupp Heynckes       | FC Bayern München           |
| 2014 | Carlo Ancelotti (2) | Real Madrid                 |
| 2015 | Luis Enrique        | FC Barcelona                |
| 2016 | Diego Simeone       | Atlético Madrid             |
| 2017 | Zinédine Zidane (1) | Real Madrid                 |
| 2018 | Zinédine Zidane (2) | Real Madrid                 |
| 2019 | Jürgen Klopp        | FC Liverpool                |
| 2020 | Hansi Flick         | FC Bayern München           |
| 2021 | Thomas Tuchel       | FC Chelsea                  |
| 2022 | Carlo Ancelotti (3) | Real Madrid                 |
| 2023 | Pep Guardiola (3)   | Manchester City             |
| 2024 | Carlo Ancelotti (4) | Real Madrid                 |

| Jahr | Nationaltrainer         | Nationalmannschaft |
| ---- | ----------------------- | ------------------ |
| 1996 | Berti Vogts             | Deutschland        |
| 1997 | Mário Zagallo           | Brasilien          |
| 1998 | Aimé Jacquet            | Frankreich         |
| 1999 | Vanderlei Luxemburgo    | Brasilien          |
| 2000 | Roger Lemerre           | Frankreich         |
| 2001 | Marcelo Bielsa          | Argentinien        |
| 2002 | Luiz Felipe Scolari     | Brasilien          |
| 2003 | Jacques Santini         | Frankreich         |
| 2004 | Otto Rehhagel           | Griechenland       |
| 2005 | Carlos Alberto Parreira | Brasilien          |
| 2006 | Marcello Lippi          | Italien            |
| 2007 | Dunga                   | Brasilien          |
| 2008 | Luis Aragonés           | Spanien            |
| 2009 | Vicente del Bosque (1)  | Spanien            |
| 2010 | Vicente del Bosque (2)  | Spanien            |
| 2011 | Óscar Tabárez           | Uruguay            |
| 2012 | Vicente del Bosque (3)  | Spanien            |
| 2013 | Vicente del Bosque (4)  | Spanien            |
| 2014 | Joachim Löw (1)         | Deutschland        |
| 2015 | Jorge Sampaoli          | Chile              |
| 2016 | Fernando Santos         | Portugal           |
| 2017 | Joachim Löw (2)         | Deutschland        |
| 2018 | Didier Deschamps (1)    | Frankreich         |
| 2019 | Fernando Santos         | Portugal           |
| 2020 | Didier Deschamps (2)    | Frankreich         |
| 2021 | Roberto Mancini         | Italien            |
| 2022 | Lionel Scaloni (1)      | Argentinien        |
| 2023 | Lionel Scaloni (2)      | Argentinien        |
| 2024 | Luis de la Fuente       | Spanien            |

#### Frauen – Sieger
| Jahr | Klubtrainer(in)      | Klub(s)        |
| ---- | -------------------- | -------------- |
| 2020 | Jean-Luc Vasseur     | Olympique Lyon |
| 2021 | Lluís Cortés         | FC Barcelona   |
| 2022 | Sonia Bompastor      | Olympique Lyon |
| 2023 | Jonatan Giráldez     | FC Barcelona   |
| 2024 | Jonatan Giráldez (2) | FC Barcelona   |

| Jahr | Nationaltrainer(in) | Nationalmannschaft |
| ---- | ------------------- | ------------------ |
| 2020 | Sarina Wiegman (1)  | Niederlande        |
| 2021 | Bev Priestman       | Kanada             |
| 2022 | Sarina Wiegman (2)  | England            |
| 2023 | Sarina Wiegman (3)  | England            |
| 2024 | Emma Hayes          | USA                |

### Welt-Spielmacher
Der Titel The World’s Best Playmaker (Welt-Spielmacher) wird seit 2006 jährlich an Spielmacher vergeben. An der Wahl des Siegers nehmen laut IFFHS ausgewählte Fachredaktionen und Experten aus allen Fußball-Kontinenten teil. Seit 2012 wird auch die Welt-Spielmacherin ausgezeichnet.
| Jahr | Spieler         | Klub(s)                         |
| ---- | --------------- | ------------------------------- |
| 2006 | Zinédine Zidane | Real Madrid                     |
| 2007 | Kaká            | AC Mailand                      |
| 2008 | Xavi            | FC Barcelona                    |
| 2009 | Xavi            | FC Barcelona                    |
| 2010 | Xavi            | FC Barcelona                    |
| 2011 | Xavi            | FC Barcelona                    |
| 2012 | Andrés Iniesta  | FC Barcelona                    |
| 2013 | Andrés Iniesta  | FC Barcelona                    |
| 2014 | Toni Kroos      | FC Bayern München / Real Madrid |
| 2015 | Lionel Messi    | FC Barcelona                    |
| 2016 | Lionel Messi    | FC Barcelona                    |
| 2017 | Lionel Messi    | FC Barcelona                    |
| 2018 | Luka Modrić     | Real Madrid                     |
| 2019 | Lionel Messi    | FC Barcelona                    |
| 2020 | Kevin De Bruyne | Manchester City                 |
| 2021 | Kevin De Bruyne | Manchester City                 |
| 2022 | Lionel Messi    | Paris Saint-Germain             |
| 2023 | Kevin De Bruyne | Manchester City                 |
| 2024 | Jude Bellingham | Real Madrid                     |

| Jahr | Spielerin          | Klub(s)                     |
| ---- | ------------------ | --------------------------- |
| 2006 | Nicht vergeben     | Nicht vergeben              |
| 2007 | Nicht vergeben     | Nicht vergeben              |
| 2008 | Nicht vergeben     | Nicht vergeben              |
| 2009 | Nicht vergeben     | Nicht vergeben              |
| 2010 | Nicht vergeben     | Nicht vergeben              |
| 2011 | Nicht vergeben     | Nicht vergeben              |
| 2012 | Marta              | Tyresö FF                   |
| 2013 | Lena Goeßling      | VfL Wolfsburg               |
| 2014 | Nadine Keßler      | VfL Wolfsburg               |
| 2015 | Carli Lloyd        | Houston Dash                |
| 2016 | Dzsenifer Marozsán | Olympique Lyon              |
| 2017 | Lieke Martens      | FC Rosengård / FC Barcelona |
| 2018 | Dzsenifer Marozsán | Olympique Lyon              |
| 2019 | Megan Rapinoe      | Seattle Reign FC            |
| 2020 | Dzsenifer Marozsán | Olympique Lyon              |
| 2021 | Alexia Putellas    | FC Barcelona                |
| 2022 | Alexia Putellas    | FC Barcelona                |
| 2023 | Aitana Bonmatí     | FC Barcelona                |
| 2024 | Aitana Bonmatí     | FC Barcelona                |

### Weitere Ehrungen
Des Weiteren kürt die IFFHS jährlich das Team of the Year mit den besten Spielern auf jeder Position, jeweils für Männer und Frauen und zusätzlich für Spieler und Spielerinnen unter 20 Jahren (U20). Auch der beste U20-Spieler und die beste U20-Spielerin eines Jahres wird gekürt. 
Es gibt weitere Ranglisten und Ehrungen getrennt nach Kontinenten oder Jahrzehnten bzw. Jahrhunderten.

## Kritik
Der renommierte Kölner Sporthistoriker Karl Lennartz bezeichnete die IFFHS als „obskur“ und vermutete dahinter weitestgehend eine „Ein-Mann-Veranstaltung“ des früheren Präsidenten Alfredo Pöge. Jörg Kramer kam in einem Artikel des Spiegels aus dem Jahr 2009 zu einer ähnlichen Erkenntnis. Dem steht gegenüber, dass in Artikeln aus von der IFFHS herausgegebenen Zeitschriften bekannte Journalisten und Statistiker als Autoren genannt werden, darunter Karl-Heinz Jens, Gerhard Raschke, Colin José und Kaare M. Torgrimsen. Zudem wurden zahlreiche IFFHS-Mitglieder auf der eigenen Internet-Seite vorgestellt, u. a. auch etliche Autoren der bisher erarbeiteten Beiträge für den Zeitraum 1872 bis 1910. Nach Pöges Tod im März 2013 wurde die offizielle Homepage der IFFHS vorübergehend nicht mehr aktualisiert. Die in der Folge überarbeitete Seite enthält keinerlei fußballhistorische Angaben mehr, sondern nur noch die von der IFFHS durchgeführten Ehrungen.
Auffallend bleibt, dass zumindest aus den führenden Fußballnationen wie beispielsweise England, Italien, Brasilien, Argentinien und auch Deutschland keine weithin bekannten Journalisten oder sonstige Experten als Mitglieder der IFFHS bekannt waren. Von den 13 aufgeführten Mitgliedern des sogenannten Executive Committee galten lediglich der mexikanische Buchautor Carlos F. Ramírez und der kanadische Buchautor und Verbandsstatistiker Colin José als Autoritäten auf dem Fachgebiet Fußball. Die weiteren Mitglieder waren außerhalb des direkten Umfeldes der IFFHS kaum oder gar nicht bekannt. Teilnehmer an Wahlen zu von der IFFHS ausgegebenen Ehrungen wurden nicht klar spezifiziert. Stattdessen waren pauschal „auserwählte Fachredaktionen“ als Juroren angegeben, bzw. die Wahl erfolgte „in Einzelfällen unter der Regie der IFFHS-Mitglieder durch Fachleute“.
Weitgehende Anerkennung hatte die Fachwelt den Print-Publikationen der IFFHS aus den 1980er und 1990er Jahren gezollt, da damit in Bezug auf die Präsentation historischer, besonders statistischer Details aus der deutschen und internationalen Fußballgeschichte Neuland erschlossen wurde. Durchweg alle Texte waren mit Klarnamen der Autoren versehen. Nachdem finanzielle Probleme zur Einstellung dieser Publikationen führten, verlegte die IFFHS ihre Schwerpunkte auf die von ihr herausgegebenen Ranglisten und durchgeführten Wahlen. Über deren Stellenwert bestehen in Teilen der deutschen Medienlandschaft erhebliche Zweifel. Während die IFFHS-Informationen nach erfolgter Einstellung der eigenen Printprodukte hauptsächlich in Publikationen erscheinen, die mit Hilfe des Sport-Informations-Dienstes („sid“) verbreitet wurden, verzichtete die Deutsche Presse-Agentur („dpa“) vollständig auf die Vermeldungen.